# Pilismarót
Pilismarót là một thị trấn thuộc hạt Komárom-Esztergom, Hungary. Thị trấn này có diện tích 44,59 km², dân số năm 2010 là 2093 người, mật độ 47 người/km².